# سيجي أوزاوا
سيجي أوزاوا (باليابانية: 小澤征爾؛ بالكانا: おざわ せいじ) هو مدير موسيقي ياباني ، ولد في 1 سبتمبر 1935 في شنيانغ في الصين.

## الوفاة
توفي سيجي أوزاوا في 6 فبراير 2024 عن عمر ناهز الثامنة والثمانين.

## وصلات خارجية
- الموقع الرسمي
- سيجي أوزاوا على موقع IMDb (الإنجليزية)
- سيجي أوزاوا على موقع الموسوعة البريطانية (الإنجليزية)
- سيجي أوزاوا على موقع مونزينجر (الألمانية)
- سيجي أوزاوا على موقع ميوزك برينز (الإنجليزية)
- سيجي أوزاوا على موقع أول موفي (الإنجليزية)
- سيجي أوزاوا على موقع إن إن دي بي (الإنجليزية)
- سيجي أوزاوا على موقع أول ميوزيك (الإنجليزية)
- سيجي أوزاوا على موقع ديسكوغز (الإنجليزية)